# Cnemolia obliquevittata
Cnemolia obliquevittata là một loài bọ cánh cứng trong họ Cerambycidae.